# Lithacodia carneola
Lithacodia carneola är en fjärilsart som beskrevs av Achille Guenée 1852. Lithacodia carneola ingår i släktet Lithacodia och familjen nattflyn. Inga underarter finns listade i Catalogue of Life.